# Kerim Frei
Kerim Frei (ur. 19 listopada 1993) – turecki piłkarz występujący na pozycji pomocnika. Zawodnik Manisa FK.

## Dzieciństwo
Kerim Frei urodził się w Austrii w Feldkirch, a wychował się w Szwajcarii. Jego ojcem jest Turek, a matka pochodzi z Maroka.

## Kariera klubowa

### Fulham
7 lipca 2011 zadebiutował w barwach Fulham, w Lidze Europy przeciwko NSÍ Runavík, gdy wszedł w 72 minucie za Andy'ego Johnsona. W drugiej rundzie kwalifikacyjnej wystąpił od pierwszych minut w spotkaniu z Crusaders i otrzymał żółtą kartkę w 62 minucie.
21 września 2011 zagrał w meczu Pucharu Ligi z Chelsea. 10 grudnia 2011 zadebiutował w Premier League. Wszedł za Moussę Dembélé w spotkaniu z Swansea City na wyjeździe. Fulham przegrało 2–0. Pierwszą bramkę dla swojego klubu trafił w spotkaniu z Odense BK na Craven Cottage po podaniu Dembélé.
16 marca 2012 przedłużył kontrakt z Fulham do czerwca 2015 roku.

### Beşiktaş
W sierpniu 2013 roku za sumę ok. 3,2 mln euro został sprzedany do tureckiego Beşiktaşu JK, z którym podpisał pięcioletni kontrakt. O zawodnika zabiegał również Bursaspor, ale ostatecznie zawodnik wybrał klub ze Stambułu. W sezonie 2015/2016 wraz z Beşiktaşem zdobył mistrzostwo Turcji. Kolejny sezon rozpoczął jako piłkarz Beşiktaşu, jednak podczas zimowego okna transferowego zdecydował się na powrót na Wyspy Brytyjskie, gdzie został piłkarzem Birmingham City. Kwota transferu wyniosła nieco ponad 2 miliony euro, jednak na skutek aktywowania różnych premii mogła wzrosnąć do 3,5 miliona.

### Birmingham
W Anglii Frei nie był piłkarzem pierwszego wyboru, bowiem w lidze wystąpił zaledwie trzykrotnie od pierwszej minuty, a aż 16 razy był niewykorzystanym rezerwowym. Jedyną bramkę zdobył strzałem z rzutu wolnego w meczu przeciwko Rotherham United. 21 lipca 2017 roku ogłoszono przenosiny Freia do tureckiego İstanbul Başakşehir.

### İstanbul Başakşehir
Frei zadebiutował w klubie 19 sierpnia 2017 roku w starciu przeciwko Kardemir Karabükspor. W pierwszym sezonie wystąpił w 22 meczach ligowych, jednak w kolejnych grał mniej czego efektem były wypożyczenia: wiosną 2019 roku do Maccabi Hajfa, wiosną 2020 roku do holenderskiego FC Emmen.

## Kariera reprezentacyjna
Kerim Frei zdecydował, że będzie reprezentował Turcję, pomimo iż reprezentował Szwajcarię na szczeblach młodzieżowych. Z kolei 14 listopada 2012 zadebiutował w reprezentacji Turcji w zremisowanym 1:1 towarzyskim meczu z Danią.
W 2013 roku Frei reprezentował Turcję na Mistrzostwach Świata U-20. Na turnieju rozegrał 4 mecze w narodowych barwach.